# Moritz auf der Heide
Moritz auf der Heide (* 3. November 1987 in Siegburg) ist ein deutscher Langstrecken- und Ultraläufer.

## Werdegang
Moritz auf der Heide begann zum Ende seiner Schulzeit am Kardinal-Frings-Gymnasium mit dem Laufen, ursprünglich um die Bestzeit seiner Mutter (3:18 h) über die Marathondistanz zu unterbieten.
Im Jahr 2009 lief auf der Heide dann seinen ersten Halbmarathon in 1:33 h und ein Jahr später im Oktober in Detroit (USA) den ersten Marathon in einer Zeit von 2:52 h, auf welchen er sich monatelang vorbereitet hatte.
Moritz auf der Heide startet zwar für den Verein LAZ Puma Rhein-Sieg, trainiert aber meist alleine in seiner Wahlheimat München.
Zwischenzeitlich lebte er in Mudgeeraba, Australien.
2015 konnte Moritz auf der Heide bei den 100 km von St. Leon-Rot in einer Zeit von 7:26:39 h seine erste Einzelmedaille bei Deutschen Meisterschaften gewinnen.
Noch im selben Jahr folgte mit dem Sprung in die deutsche Nationalmannschaft die Teilnahme an den Weltmeisterschaften in den Disziplinen „Berglauf-Langdistanz“ und „100-km-Straße“.

Während er bei den Berglauf-Weltmeisterschaften (Langdistanz) im Rahmen des Zermatt-Marathons (CHE) den 24. Platz belegen konnte, musste er bei den IAU 100K World & European Championships in Winschoten (NLD) nach 40 km auf Grund einer im Vorfeld zugezogenen Verletzung aufgeben.
Bei den Berglauf-Weltmeisterschaften über die Langdistanz 2016 im slowenischen Podbrdo (42 km; 2800 hm) landete Moritz auf der Heide auf dem 57. Platz von 69 klassifizierten Läufern.
Bei den IAU Trail World Championships 2017 in Badia Prataglia (ITA) über 49 km und 2900 hm konnte Moritz auf der Heide mit einer Zeit von 5:25:18 h seine selbstgesteckten Erwartungen nicht erfüllen und nur den 72. Platz belegen.
Wegen einer Lebensmittelvergiftung konnte er bei den ersten beiden Etappen des TransRockies Run 2017 nicht starten, absolvierte jedoch die restlichen vier Etappen.
Seine bislang beste internationale Platzierung erreichte er bei den Berglauf-Weltmeisterschaften Langdistanz 2019 im argentinischen Villa La Angostura mit einem 13. Platz von insgesamt 88 Läufern im Ziel. Mit der deutschen Mannschaft (Benedikt Hoffmann 21. Platz, Florian Reichert 40. Platz) platzierte er sich zudem auf einem 8. Platz von 19 Mannschaften.
Von 2014 bis 2016 war er Teil der Asics Frontrunner.

## Persönliche Bestzeiten
- 5-km-Straßenlauf: 15:20 min, 31. Dezember 2021, Innsbruck
- 10-km-Straßenlauf: 32:23 min, 3. März 2018, Schriesheim
- Halbmarathon: 1:11:54 h, 14. September 2014, Köln
- Marathon: 2:27:04 h, 16. Oktober 2016, Amsterdam
- 50-km-Straßenlauf: 3:28:08 h, 22. Oktober 2016, Schwäbisch Gmünd (nicht bestenlistenfähige Strecke)
- 100-km-Straßenlauf: 7:26:39 h, 11. April 2015, St. Leon-Rot

## Persönliche Erfolge
| Datum/Jahr    | Rang | Wettbewerb          | Austragungsort                       | Zeit     | Bemerkung                     |
| ------------- | ---- | ------------------- | ------------------------------------ | -------- | ----------------------------- |
| 15. Juni 2024 | 1    | Zugspitz Ultratrail | Deutschland – Garmisch-Partenkirchen | 01:06:28 | Grainau Trail (16 km; 760 hm) |

| Datum/Jahr    | Rang | Wettbewerb                               | Austragungsort            | Zeit     | Bemerkung                                                       |
| ------------- | ---- | ---------------------------------------- | ------------------------- | -------- | --------------------------------------------------------------- |
| 29. Nov. 2019 | 2    | Oman by UTMB                             | Al Hamra                  | 05:38:30 | Oman by UTMB (50 km; 2300 hm)                                   |
| 16. Nov. 2019 | 13   | Berglauf-Weltmeisterschaften Langdistanz | Villa La Angostura        | 03:31:18 | 16. Berglauf-Weltmeisterschaften Langdistanz (41,5 km; 2184 hm) |
| 7. Sep. 2019  | 1    | CIEL Ferney Trail                        | Grand Port                | 04:04:11 | CIEL Ferney Trail (37 km; 1900 hm)                              |
| 11. Aug. 2019 | 53   | Sierre-Zinal                             | Sierre – Zinal            | 02:52:06 | 46. Sierre-Zinal (31 km; 2100 hm)                               |
| 27. Juli 2019 | 24   | Jahorina Ultra Trail                     | Sarajevo – Jahorina       | 06:39:47 | Jahorina Midi Trail (38 km; 2450 hm)                            |
| 20. Juli 2019 | 1    | Eiger Ultra Trail                        | Burglauenen – Grindelwald | 03:20:58 | 7. Eiger Ultra Trail (35 km; 2500 hm)                           |
| 14. Juli 2019 | 1    | La Chouffe Trail                         | Houffalize                | 02:00:48 | La Chouffe Trail (28 km; 1130 hm)                               |
| 6. Juli 2019  | 4    | Engadin Ultraks                          | Pontresina                | 05:02:52 | Engadin Ultraks Grand (46,4 km; 3019 hm)                        |
| 15. Juni 2019 | 1    | Ebbser Koasamarsch                       | Ebbs                      | 06:19:25 | 50. Ebbser Koasamarsch; Jubiläums-Ultralauf (52,4 km; 1596 hm)  |
| 19. Jan. 2019 | 2    | Vietnam Trail Marathon                   | Mộc Châu                  | 04:32:10 | 42 km; 1900 hm; erster Lauf nach längerer Verletzungspause      |

| Datum/Jahr    | Rang | Wettbewerb                        | Austragungsort        | Zeit     | Bemerkung                                                                                     |
| ------------- | ---- | --------------------------------- | --------------------- | -------- | --------------------------------------------------------------------------------------------- |
| 1. Dez. 2018  | 2    | Ultra-trail Cape Town             | Kapstadt              | 07:15:22 | 65 km Ultra; 3000 hm                                                                          |
| 18. Nov. 2018 | 1    | Trail Uewersauer                  | Heiderscheid          | 03:58:57 | 16. Trail Uewersauer (52 km; 2000 hm)                                                         |
| 28. Okt. 2018 | 1    | Drachenlauf                       | Königswinter          | 01:51:57 | 15. Drachenlauf (26 km; 950 hm)                                                               |
| 20. Okt. 2018 | 1    | Cappadocia Ultra-Trail            | Ürgüp                 | 03:27:57 | 13. Tour de Tirol (42,2 km; 2345 hm)                                                          |
| 6. Okt. 2018  | 1    | Kaisermarathon Söll               | Söll                  | 05:05:51 | Salomon Cappadocia Trail (60 km; 1079 hm)                                                     |
| 16. Sep. 2018 | 1    | Gelita Trail Marathon             | Heidelberg            | 03:09:05 | 6. Gelita Trail Marathon (42 km; 1500 hm)                                                     |
| 11. Aug. 2018 | 2    | Ultra Mazury                      | Ostróda               | 02:22:58 | 30 km; Start und Ziel in Stare Jabłonki                                                       |
| 14. Juli 2018 | 1    | Maintal-Ultratrail                | Veitshöchheim         | 04:47:57 | 5. Maintal-Ultratrail – DUV-DM im Ultratrail 2018 (1.700 Hm)                                  |
| 8. Juli 2018  | 1    | Kybfelsenlauf                     | Freiburg im Breisgau  | 00:46:54 | 1. Kybfelsenlauf (12 km; 500 Hm); Nachfolgeveranstaltung des Schauinsland-Berglaufs           |
| 7. Apr. 2018  | 2    | Les Courses Nature de Niederbronn | Niederbronn-les-Bains | 06:29:55 | Le Défi des Seigneurs (74 km)                                                                 |
| 3. März 2018  | 4    | Mathaisemarktlauf                 | Schriesheim           | 00:32:23 | 24. engelhorn sports Mathaisemarktlauf – KIA Autohaus Doll Challenge (10 km)                  |
| 24. Feb. 2018 | -    | Columbus Trail                    | Santa Maria           | -        | Columbus Marathon 42K (Vila do Porto–Santa Bárbara); Abbruch der Veranstaltung - † eines Tln. |
| 8. Feb. 2018  | 1    | Qeshm GeoParkTrail                | Salakh                | 06:50:54 | Qeshm GeoParkTrail (60 km; 900 hm; absolvierte nach Verlaufen insgesamt 78 km)                |

| Datum/Jahr    | Rang   | Wettbewerb                         | Austragungsort       | Zeit               | Bemerkung                                                                       |
| ------------- | ------ | ---------------------------------- | -------------------- | ------------------ | ------------------------------------------------------------------------------- |
| 10. Dez. 2017 | 1      | Siebengebirgsmarathon              | Aegidienberg         | 02:42:12           | 18. Siebengebirgsmarathon (Marathon; 780 hm)                                    |
| 19. Nov. 2017 | 1      | Trail Uewersauer                   | Heiderscheid         | 03:58:01           | 15. Trail Uewersauer (53,1 km; 2000 hm)                                         |
| 21. Okt. 2017 | 1      | Cappadocia Ultra-Trail             | Ürgüp                | 05:14:00           | Salomon Cappadocia Trail (60 km; 1079 hm)                                       |
| 15. Okt. 2017 | 1      | Strahlenburgtrail                  | Schriesheim          | 01:00:58           | 4. engelhorn sports Strahlenburgtrail „King of the Hill Race“ (15,2 km; 600 hm) |
| 8. Okt. 2017  | 1      | Gelita Trail Marathon              | Heidelberg           | 02:09:03           | 5. Gelita Trail Marathon „engelhorn sports Half-Trail“ (30 km; 1000 hm)         |
| 24. Sep. 2017 | 9      | NRW Meisterschaften                | Siegburg             | 00:32:28           | 11. Siegburger HIT Citylauf (10 km)                                             |
| 17. Sep. 2017 | 2      | Tegernseelauf                      | Gmund am Tegernsee   | 01:12:52           | Schuster Tegernseelauf – Phicomm 21,1 km Halbmarathon                           |
| 31. Aug. 2017 | 30     | Ultra-Trail du Mont-Blanc          | Chamonix             | 06:04:38           | OCC 53 km (Orsieres–Champex–Chamonix)                                           |
| 29. Juli 2017 | 3      | Swiss Alpine Marathon              | Davos                | 04:00:26           | K47 (47,2 km; 1750 hm)                                                          |
| 22. Juli 2017 | 2      | Zugspitz Trailrun Challenge        | Ehrwald              | 02:13:02           | 4. Zugspitz Trailrun Challenge; Zugspitz Berglauf (15,8 km; 2127 hm)            |
| 15. Juli 2017 | 8      | Karwendel-Berglauf                 | Mittenwald           | 01:09:00           | 16. Karwendel-Berglauf (11 km; 1462 Höhenmeter)                                 |
| 17. Juni 2017 | 3      | Zugspitz Ultratrail                | Grainau              | 03:40:36           | Basetrail XL (39,3 km; 1896 hm); Mittenwald – Grainau                           |
| 28. Mai 2017  | 11     | Maxi-Race France                   | Lac d’Annecy         | 04:21:57           | Salomon Gore-Tex MaXi Race France (Marathon 42 km; 2780 hm)                     |
| 12. Mai 2017  | 17 / 6 | Transvulcania                      | La Palma             | 00:55:55/ 04:17:52 | Transvulcania 2017; Teilnahme Vertical-Race (11. Mai) und Marathon (12. Mai)    |
| 29. Apr. 2017 | 1      | Innsbruck Alpine Trailrun Festival | Innsbruck            | 02:51:30           | Innsbruck Alpine Trailrun Festival 2017 (IATF17; K42 Marathon)                  |
| 12. März 2017 | 12     | Frankfurter Halbmarathon           | Frankfurt am Main    | 01:13:06           | 15. Frankfurter Mainova Halbmarathon                                            |
| 24. Feb. 2017 | 6      | Transgrancanaria                   | Garañón – Maspalomas | 03:16:38           | Transgrancanaria (Marathon 42 km; 1200 hm)                                      |
| 11. Feb. 2017 | 2      | Brocken-Challenge                  | Göttingen – Brocken  | 07:19:00           | XIV. Brocken-Challenge (80 km; 1900 hm)                                         |

| Datum/Jahr    | Rang | Wettbewerb                | Austragungsort         | Zeit     | Bemerkung                                                                   |
| ------------- | ---- | ------------------------- | ---------------------- | -------- | --------------------------------------------------------------------------- |
| 31. Dez. 2016 | 6    | Silvesterlauf Kempten     | Kempten                | 00:32:59 | 29. M-net Georg Hieble Silvesterlauf Kempten (10 km)                        |
| 11. Dez. 2016 | 1    | Siebengebirgsmarathon     | Aegidienberg           | 02:37:41 | 17. Siebengebirgsmarathon (Marathon; 780 hm)                                |
| 20. Nov. 2016 | 1    | Trail Uewersauer          | Heiderscheid           | 03:55:26 | 14. Trail Uewersauer (53,1 km; 2000 hm)                                     |
| 22. Okt. 2016 | 4    | Albmarathon               | Schwäbisch Gmünd       | 03:28:08 | 26. Sparkassen Alb Marathon Schwäbisch Gmünd (50 km; 1070 hm)               |
| 16. Okt. 2016 | 30   | Amsterdam-Marathon        | Amsterdam              | 02:27:04 | TCS Amsterdam-Marathon (Marathon)                                           |
| 29. Aug. 2016 | DNF  | Ultra-Trail du Mont-Blanc | Chamonix               | DNF      | angehalten in Trient (08:57:33 h); CCC 101 km (Courmayeur–Champex–Chamonix) |
| 6. Aug. 2016  | 2    | Alpen X 100               | Gossensaß – Brixen     | 08:37:54 | Salomon Alpen X 100 (69,7 km; 4200 hm)                                      |
| 31. Juli 2016 | 1    | Walser Trail Challenge    | Baad – Riezlern        | 02:13:24 | 2. Walser Trail Challenge (29 km; 1900 hm)                                  |
| 27. Juli 2016 | 3    | Zugspitz Trailrun         | Zugspitze              | 05:55:12 | Scott Rock the Top (42,5 km; 3594 hm) hinter Lukas Naegele                  |
| 4. Juni 2016  | 1    | Iller Marathon            | Immenstadt – Kempten   | 01:28:18 | 26. AÜW Iller Marathon (Iller-Trail – 26 km)                                |
| 21. Mai 2016  | 2    | GutsMuths-Rennsteiglauf   | Neuhaus – Schmiedefeld | 02:41:53 | 44. GutsMuths-Rennsteiglauf (42,2 km; 800 hm)                               |

weitere Resultate siehe Übersicht Asics Frontrunner (Internet Archive) und Athletenporträt Deutsche Ultramarathon-Vereinigung